# ビーエスアイ (企業)
株式会社ビーエスアイ（英: BSI Co., Ltd.）は、かつて存在した日本のシステムインテグレーター（商社系）。通信・放送事業者向け課金・顧客管理システム及びモバイル・インターネットシステムを中心とするシステムインテグレーション事業、パッケージソフトウエアの販売、コンテンツサービスを手がけていた。

## 概要
三井物産の子会社であった。2004年（平成16年）12月1日付でネクストコム（現：三井情報）がアダムネット、ビーエスアイを合併し、解散した。

## 沿革

### 株式会社物産システムインテグレーション
- 1989年（平成元年）
  - 6月 - 三井物産の情報産業事業戦略子会社として株式会社物産システムインテグレーション設立。Devon Systems International社と金融デリバティブ・ディーリング・サポート・ソフトウェア「DEVON」の日本における総代理店契約を締結。
  - 7月 - On-Line Software International社と4GL「RAMIS」の日本における販売店契約を締結。
- 1990年（平成2年）6月 - SYBASE社と提携。同社RDBMS「SYBASE」の販売権を獲得。
- 1992年（平成4年）8月 - Logica Space & Communication社と提携。同提携による通信事業向けコンサルティング業務開始。
- 1993年（平成5年）11月 - SYBASE社と同社のGatewayソフトウェアの日本語版を共同開発。
- 1995年（平成7年）
  - 1月 - CAI社「CAI Integration Toolest」の日本における代理店契約及び日本語版共同開発契約を締結。
  - 11月 - 機器販売事業部を設立。
- 1996年（平成8年）
  - 7月 - MEMEX SOFTWARE INC.と技術提携。日本のデジタル衛星放送会社PerfecTV!向け番組統合管理システムを構築。
  - 11月 - ANGOSS社のデータマイニングツールKnowledgeSEEKERを日本語化し販売開始。
- 1997年（平成9年）
  - 2月 - ISO9001認証取得。
  - 4月 - アジアパシフィックビリング'97シンガポールにて開催、日本語同時通訳サービスを提供。
  - 5月 - 中野坂上ハーモニータワーに本社移転。
  - 12月 - 横浜事業所開設。
- 1998年（平成10年）
  - 3月 - アジアパシフィックビリング'98シンガポールにて開催、日本語同時通訳サービスを提供。
  - 5月 - 「3層アーキテクチャ構築へのガイドライン」セミナーをハーモニーホールにて開催。
  - 6月 - Portal社のISP向け顧客管理/課金請求システムの販売代理店契約締結。
  - 7月 - Vantiveの販売代理店契約締結。
  - 10月 - ソフトウェアプロダクト事業部発足。三井物産からAttunity、Viador、Transarc、Gradient、Angossの国内販売に関する業務移管。WAPフォーラム加入。
  - 11月 - 「デジタルネットワーク時代の新マーケティング戦略」セミナーをセンチュリーハイアットホテルにて開催。
  - 12月 - LHS社のBSCSの販売開始。Wipro Infotec社と販売提携。
- 1999年（平成11年）
  - 2月 - 中野坂上サンブライトツインに本社移転。
  - 3月 - アジアパシフィックビリング'99シンガポールにて開催。日本語同時通訳サービスを提供。
  - 4月 - GSS社(群馬銀行システム子会社)とALMソフトウェア「ALFA」の総販売代理店契約を締結。Wipro社TelePlodigy販売開始。
  - 6月 - 福岡事業所設立。
  - 7月 - 10周年記念講演会「インターネットとグローバル化」を開催。
  - 8月 - 名古屋オフィス開設。
  - 12月 - SMPPフォーラム加入。三井物産・ヤマハと共同で携帯電話Internet情報提供サービス“ララメール”を開始。
- 2000年（平成12年）
  - 6月 - Wipro社とODC(Offshore Development Center)の包括契約開始。通信事業者向けビリングソリューション「Teleprodigy」セミナー開催。
  - 7月 - 本邦初のEIP(Enterprise Information Portal)製品、Viador「E-Portal Suite」日本語版リリース。通信業界に対し包括的なe-Businessソリューションを提供するCygen社に対し出資。アジアパシフィックビリング2000をマレーシア(クアラルンプール)にて開催。日本語同時通訳サービスを提供。
  - 8月 - 株式会社ビーエスアイへ社名変更。

### 株式会社ビーエスアイ
- 2000年（平成12年）
  - 9月 - Webビルディングを戦略的に立案、具現化するツールを持つDMIND社に対し出資。
  - 11月 - 中野坂上ハーモニータワーに本社再移転。
- 2001年（平成13年）
  - 1月 - MICA(Mobile Internet Content Access System)の販売開始。
  - 6月 - 事業内容の拡大に伴い、システム保守・コンテンツサービス事業を分割し株式会社スウィング・ドット・ビーエスアイ（平成16年8月に株式会社スウィングに社名変更）を設立。アジアパシフィックビリング'01(クアラルンプールにて開催)で日本語同時通訳サービスを提供。
- 2002年（平成14年） - 業容拡大のため株式会社トパックスの株式を追加取得、その67％を取得し子会社化。
- 2004年（平成16年）
  - 8月 - 一ツ橋SIビルに本社移転。[1]
  - 12月 - ネクストコム株式会社に合併し解散。[2]